# CONCACAF Women's Championship
Il CONCACAF Women's Championship (campionato femminile delle nazioni centro-nord americane), già CONCACAF Women's Gold Cup (Coppa delle nazioni centro-nord americane femminile) e citata anche come CONCACAF Women's World Cup qualifying, è una competizione calcistica istituita nel 1991, riservata alle nazionali di calcio femminili dell'area dell'America del Nord, dell'America centrale e stati caraibici e che si svolge con cadenza quadriennale.
È la più importante competizione confederale di calcio femminile disputata tra le Nazionali femminili dei Paesi affiliati alla Confederation of North, Central America and Caribbean Association Football (CONCACAF).
Con l'originale denominazione CONCACAF Women's Championship, il primo torneo si è disputato nel 1991, mantenendone il nome per quattro edizioni, quindi, a partire dal 2000, ha adottato l'attuale denominazione.
Gli attuali campioni in carica sono gli Stati Uniti, la cui rappresentativa ha vinto l'edizione 2022, la nona conquistata dalle statunitensi su undici partecipazioni. Infatti esse hanno vinto tutte le edizioni ad eccezione di quelle del 1998 e del 2010, conquistate dal confinante Canada. Quest’ultimo ha sempre perso contro le statunitensi in tutte le occasioni dell’incontro finale con loro: nel 1991, nel 1994, nel 2002 (dove le due nazionali hanno congiuntamente ospitato l’edizione), nel 2006, nel 2018 e nel 2022.
Il torneo funge anche da qualificazione per il campionato mondiale; uniche eccezioni, le edizioni 1993 e 2000, che hanno visto la partecipazione anche di squadre non appartenenti alla CONCACAF.

## Risultati
| Anno | Nazione ospitante  | Finale      | Finale       | Finale        | Finale terzo posto | Finale terzo posto      | Finale terzo posto |
| Anno | Nazione ospitante  | Vincitore   | Punteggio    | Secondo posto | Terzo posto        | Punteggio               | Quarto posto       |
| ---- | ------------------ | ----------- | ------------ | ------------- | ------------------ | ----------------------- | ------------------ |
| 1991 | Haiti              | Stati Uniti | 5 - 0        | Canada        | Trinidad e Tobago  | 4 - 2                   | Haiti              |
| 1993 | Stati Uniti        | Stati Uniti | girone unico | Nuova Zelanda | Canada             | girone unico            | Trinidad e Tobago  |
| 1994 | Canada             | Stati Uniti | girone unico | Canada        | Messico            | girone unico            | Trinidad e Tobago  |
| 1998 | Canada             | Canada      | 1 - 0        | Messico       | Costa Rica         | 4 - 0                   | Guatemala          |
| 2000 | Stati Uniti        | Stati Uniti | 1 - 0        | Brasile       | Cina               | 2 - 1                   | Canada             |
| 2002 | Stati Uniti Canada | Stati Uniti | 2 - 1 (gg)   | Canada        | Messico            | 4 - 1                   | Costa Rica         |
| 2006 | Stati Uniti        | Stati Uniti | 2 - 1 (dts)  | Canada        | Messico            | 3 - 0                   | Giamaica           |
| 2010 | Messico            | Canada      | 1 - 0        | Messico       | Stati Uniti        | 3 - 0                   | Costa Rica         |
| 2014 | Stati Uniti        | Stati Uniti | 6 - 0        | Costa Rica    | Messico            | 4 - 2 (dts)             | Trinidad e Tobago  |
| 2018 | Stati Uniti        | Stati Uniti | 2 - 0        | Canada        | Giamaica           | 2 - 2 (dts) 4 - 2 (dtr) | Panama             |
| 2022 | Messico            | Stati Uniti | 1 - 0        | Canada        | Giamaica           | 1 - 0 (dts)             | Costa Rica         |
| 2026 | ?                  |             | -            |               |                    | -                       |                    |

## Medagliere
| Pos. | Paese             | Oro | Argento | Bronzo | Totale |
| ---- | ----------------- | --- | ------- | ------ | ------ |
| 1    | Stati Uniti       | 9   | 0       | 1      | 10     |
| 2    | Canada            | 2   | 6       | 1      | 9      |
| 3    | Messico           | 0   | 2       | 4      | 6      |
| 4    | Costa Rica        | 0   | 1       | 1      | 2      |
| 5    | Giamaica          | 0   | 0       | 2      | 2      |
| 6    | Brasile           | 0   | 1       | 0      | 1      |
| 6    | Nuova Zelanda     | 0   | 1       | 0      | 1      |
| 6    | Cina              | 0   | 0       | 1      | 1      |
| 6    | Trinidad e Tobago | 0   | 0       | 1      | 1      |

## Partecipazioni e prestazioni nelle fasi finali
Legenda
- 1ª - Campione
- 2ª - Secondo posto
- 3ª - Terzo posto
- 4ª - Quarto posto
- 5ª - Quinto posto

- 1T - Primo turno
- •  – Non qualificata
- – Non partecipante
- – Nazione ospitante
- Q - Qualificata per il prossimo torneo

| Nazionale           | 1991 | 1993 | 1994 | 1998 | 2000 | 2002 | 2006 | 2010 | 2014 | 2018 | 2022 | 2026 | Totale |
| ------------------- | ---- | ---- | ---- | ---- | ---- | ---- | ---- | ---- | ---- | ---- | ---- | ---- | ------ |
| Canada              | 2ª   | 3ª   | 2ª   | 1ª   | 4ª   | 2ª   | 2ª   | 1ª   |      | 2ª   | 2ª   | Q    | 11     |
| Costa Rica          | 1T   | •    | •    | 3ª   | 1T   | 4ª   | •    | 4ª   | 2ª   | 1T   | 4ª   |      | 8      |
| Cuba                |      |      |      |      |      |      |      | •    | •    | 1T   | •    |      | 1      |
| Giamaica            | 1T   |      | 5ª   |      |      | 1T   | 4ª   |      | 1T   | 3ª   | 3ª   |      | 7      |
| Guatemala           | •    | •    | •    | 4ª   | 1T   | •    | •    | 1T   | 1T   | •    | •    |      | 4      |
| Guyana              |      |      |      |      |      |      |      | 1T   |      | •    | •    |      | 1      |
| Haiti               | 4ª   | •    | •    | 1T   | •    | 1T   | •    | 1T   | 1T   | •    | 1T   |      | 6      |
| Martinica           | 1T   |      |      | 1T   |      |      |      |      | 1T   | •    | •    |      | 3      |
| Messico             | 1T   |      | 3ª   | 2ª   | 1T   | 3ª   | 3ª   | 2ª   | 3ª   | 1T   | 1T   |      | 10     |
| Panama              |      |      |      |      |      | 1T   | 1T   |      | •    | 4ª   | 1T   |      | 4      |
| Porto Rico          |      |      |      | 1T   |      | •    |      | •    | •    | •    | •    |      | 1      |
| Stati Uniti         | 1ª   | 1ª   | 1ª   |      | 1ª   | 1ª   | 1ª   | 3ª   | 1ª   | 1ª   | 1ª   | Q    | 11     |
| Trinidad e Tobago   | 3ª   | 4ª   | 4ª   | 1T   | 1T   | 1T   | 1T   | 1T   | 4ª   | 1T   | 1T   |      | 11     |
| Membri Non CONCACAF |      |      |      |      |      |      |      |      |      |      |      |      |        |
| Brasile             |      |      |      |      | 2ª   |      |      |      |      |      |      |      | 1      |
| Cina                |      |      |      |      | 3ª   |      |      |      |      |      |      |      | 1      |
| Nuova Zelanda       |      | 2ª   |      |      |      |      |      |      |      |      |      |      | 1      |
| Partecipanti        | 8    | 4    | 5    | 8    | 8    | 8    | 6    | 8    | 8    | 8    | 8    | 8    | –      |